# Johanneum
Lo Johanneum è un palazzo rinascimentale del XVI secolo un tempo noto come Stallgebäude in quanto costruito per le scuderie reali. Si trova sul Neumarkt a Dresda.
Nel 2019 è sede del Museo dei trasporti (Verkehrsmuseum Dresden), dove sono esposti veicoli di tutti i generi appartenenti ad ogni epoca.

## Storia

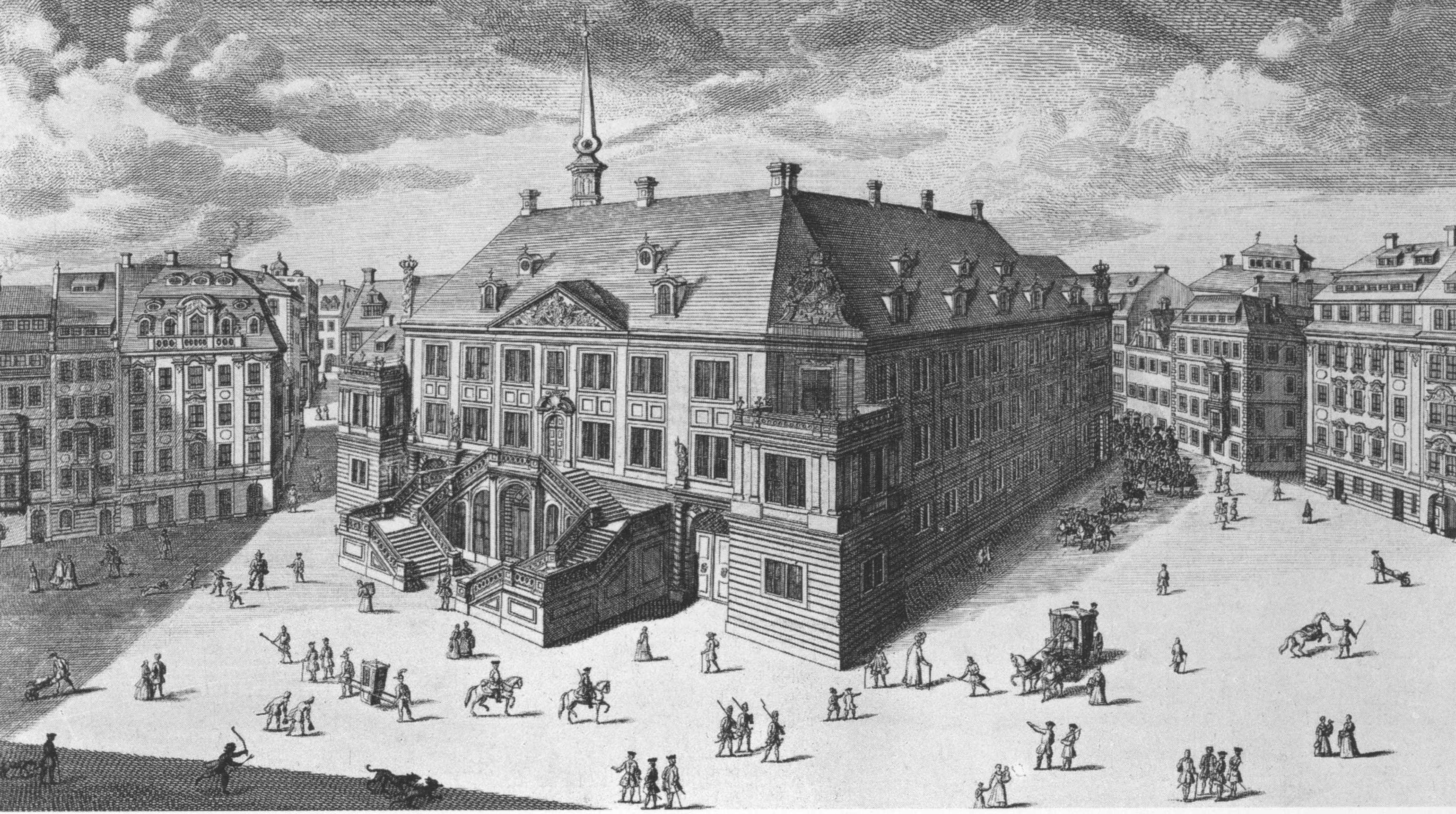
Lo Stallgebäude dopo l'ampliamento con un nuovo piano e una scala nel 1731

Il palazzo venne costruito tra il 1586 e il 1590 come Stallgebäude, adiacente al Castello di Dresda. Serviva a riparare carrozze e cavalli in due grossi ambienti al piano terra dove trovavo posto carrozze, altri mezzi di trasporto e 128 cavalli. Il piano superiore era stato progettato per contenere la collezione di armi, il guardaroba e oggetti per i cortei di corte. L'edificio fu progettato, da Paul Buchner, come primo edificio in Europa centrale da essere adibito ad esposizione. Venne fatto costruire dal principe Elettore Cristiano I di Sassonia.
Il piano superiore risale al 1730-1731 e venne costruito, per ordine di Augusto II di Polonia, per essere adibito a residenza per gli ospiti e a museo. Il doppio scalone esterno venne realizzato nel 1731. La collezione di dipinti reale venne spostata dal Castello di Dresda allo Stallgebäude nel 1747 e vi rimase fino al 1855.
Dopo un'altra ristrutturazione, dal 1872 al 1876, lo Stallgebäude venne rinominato Johanneum, in onore del re sassone Giovanni (Johann in tedesco). Nel 1876 vi venne trasferita il Porzellansammlung (Museo delle porcellane) e nel 1877 la collezione di armi Rüstkammer.
L'edificio venne seriamente danneggiato nel corso del bombardamento di Dresda del 13 febbraio 1945, alla fine della seconda guerra mondiale. La ricostruzione iniziò nel 1950 e il restauro della facciate venne portato a termine nel 1960. Da questa ricostruzione è stato sede del Museo dei trasporti di Dresda.